# Територија Орегон
Територија Орегон (енгл. Territory of Oregon) је била организована инкорпорирана територија Сједињених Америчких Држава која је постојала од 14. августа 1848. до 14. фебруара 1859. када је југозападни део тетиторије примљен у Унију као држава Орегон. Област је својатало неколико држава. Област су поделиле САД и Велика Британија 1846. Када је основана територија Орегон, она је обухватала територије данашњих држава Орегон, Вашингтон и Ајдахо, као и делове Вајоминга и Монтане. Главни град територије је прво био Орегон Сити, затим Сејлем, па кратко Ковалис и на крају опет Сејлем, који је и седиште владе државе Орегон.